# Bjelolasica
Il Bjelolasica (1534 m s.l.m.) è una montagna della Croazia, appartenente al massiccio del Grande Cappella (Velika Kapela), la vetta più alta del Gorski Kotar.

## Descrizione
L'area, boscosa e scarsamente popolata, ospita molte specie animali come lupi, orsi e linci. Fa parte di un'importante area geografica preservata che si estende a nord fino alle regioni della Carniola interna e della Bassa Carniola in Slovenia.
La parola croata bjelo significa "bianco", la scelta del nome di questa montagna è quindi probabilmente legata al copioso manto nevoso che copre la sua cima in inverno. Nei giorni in cui il cielo è particolarmente limpido, è possibile vedere il mare Adriatico e le montagne situate a diverse centinaia di chilometri di distanza, come le Alpi Giulie in Slovenia.
Su questa montagna è stata sviluppata una piccola stazione sciistica, nota come Centro olimpico croato Bjelolasica (HOC). Presentandosi come il più grande comprensorio sciistico della Croazia, è principalmente conosciuto per il successo di due sciatori alpini locali, Ivica Kostelić e Janica Kostelić.